# VOP CZ
VOP CZ s.p. (VOP CZ) je český státní podnik, který se zaměřuje na oblasti vojenské techniky, strojírenské výroby a vývoje. Podnik disponuje vlastním vývojovým centrem s projekty, které se uplatňují v armádě, bezpečnostních složkách i v civilním sektoru. Podnik se specializuje a zabývá hlavně opravami a modernizacemi vojenské techniky, servisem v oblasti obrany a bezpečnosti. V poslední době (2022) převládala v podniku spíše strojírenská výroba. Na vlastní výzkum a vývoj navazuje modernizace a výroba vojenské techniky a výroba civilních produktů.
Podnik je integrátorem vojenských zakázek pro klíčového zákazníka, Armádu České republiky.
Podnik se v současné době[kdy?] nachází na dvou pracovištích. Hlavní část se nachází v Šenově u Nového Jičína, další část podniku je v nedalekých Bludovicích. Před sloučením bludovického podniku v roce 2004 byl název bludovického podniku Vojenský opravárenský podnik 012 Nový Jičín s.p. (VOP 012 Nový Jičín) a po sloučení převzal název Vojenský opravárenský podnik 025 Nový Jičín s.p. (VOP 025 Nový Jičín).

## Aktuální výrobní areály

### Šenov u Nového Jičína
- 171 500 m² - celková plocha
- 37 700 m² - výroba
- 19 300 m² - sklady
- 12 200 m² - administrativa

### Bludovice
- 215 900 m² - celková plocha
- 7 800 m² - výroba
- 2 600 m² - sklady
- 1 000 m² - administrativa

## Historie VOP CZ
Vojenský opravárenský podnik 025 (Nový Jičín) zahájil svou činnost v roce 1946, v roce 1951 začal fungovat i VOP-026 (Šternberk). Z obou těchto závodů vznikly v roce  1989 státní podniky.
Závod ve Šternberku byl v roce 1994 restrukturalizován a vznikly divize Strojírenská výroba a Vojenská výroba. V roce 1997 pak podnik získal název VOP-026 Šternberk, s.p. V roce 2003 byly do struktury VOP-026 začleněny Vojenský technický ústav pozemního vojska Vyškov a Vojenský technický ústav výzbroje a munice Slavičín, jako divize VTÚPV Vyškov a divize VTÚVM Slavičín, v roce 2005 pak ještě Vojenský technický ústav ochrany jako divize VTÚO Brno.
V roce 2010 byly podniky 025 Nový Jičín a 026 Šternberk sloučeny do jednoho podniku s názvem VOP-026 Šternberk, s.p.
Podnik s názvem VOP CZ, s.p. se sídlem v Šenově u Nového Jičína byl založen 16. dubna 2012 přejmenováním podniku VOP-026 Šternberk, s.p. se sídlem v Šenově u Nového Jičína.
Podnik se skládal v době sloučení z několika částí, které se nacházely v těchto lokalitách:
- Lokalita Šenov u Nového Jičína
- Lokalita Šternberk do 31. 12. 2012
- Lokalita Vyškov do 17. 7. 2012 (31. 12. 2012)
- Lokalita Slavičín	do 17. 7. 2012 (31. 12. 2012)
- Lokalita Brno	do 17. 7. 2012 (31. 12. 2012)

Ještě v roce 2012 z důvodu trvalého snižování finančních zdrojů a výrazného poklesu požadavků Armády ČR se ministerstvo obrany rozhodlo o nadbytečnosti některých lokalit podniku a tak byly tyto části podniku prodány (např. lokalita Šternberk) a jiné spadly pod nově založené státní podniky Vojenský výzkumný ústav, s. p. (VVÚ - lokalita Brno) a Vojenský technický ústav, s. p. (VTÚ - lokalita Vyškov a Slavičín). V podniku VOP CZ zůstala jen lokalita Šenov u Nového Jičína (i s pracovištěm v Bludovicích). Po rozdělení takto téměř nově složeného podniku (1. 11. 2010 Sloučen s VOP-026 Šternberk, s.p.) začal stát své zakázka převážně s vojenskou technikou předávat spíše jiným podnikům např. VVÚ, VTÚ, nebo Excalibur Army, proto se podnik víc zaměřoval i na civilní sektor. Záměrem Ministerstva obrany bylo transformovat vojenské opravárenské podniky.[zdroj?]
Ještě v roce 2004 tržby podniku činily kolem 2 mld. Kč a firma zaměstnávala 1100 lidí. V pozdějších letech však byl podnik ekonomicky neúspěšný a propouštěl zaměstnance. Na konci roku 2023 bylo v podniku 590 zaměstnanců včetně agenturních pracovníků.[zdroj?]

### VOP CZ – Areál Šenov u Nového Jičína (do 2010)
Vojenský opravárenský podnik 025 Nový Jičín, s.p., byl založen v roce 1946 jako opravna vojenské trofejní techniky z 2. světové války. Zpočátku se prováděl opravy ručních zbraní a různých typů nákladních automobilů. Postupně podnik prováděl opravy všech typů tanků, které používala Československá lidová armáda.
Podnik se specializoval především na opravy, servis, výrobu a modernizace vojenských vozidel a techniky. Dodnes v tom podnik VOP CZ pokračuje.
Do roku 2005 bylo v podniku opraveno více než 4600 tanků T-34, T-54/T-55 a T-72 (od 1983). Kromě oprav se podnik významně podílel na modernizacích tanků T-54, T-55 a T-72. Především na modernizaci tanku T-72 pro Armádu České republiky. Výsledkem je modernizovaný tank T-72M4CZ, který vznikl i za spolupráci zahraničních odborníků.
V podniku vyvinuli a realizovali řadu speciálních vozidel, na pásových tankových podvozcích nebo na kolových podvozcích TATRA 815, s využitím jak v armádě, tak v civilním sektoru. např. speciální vozidlo tohoto druhu je automobil chemický rozstřikovací ACHR-90M, který používala česká chemická jednotka v zahraničních vojenských misích pro dekontaminaci osob, techniky, komunikací, terénu a budov. Toto vozidlo používaly i jednotky Integrovaného záchranného systému ČR. Od roku 2004 byl rozšířen sortiment nabízených služeb o opravy a revize dělostřeleckých systémů a pěchotních zbraní (v Bludovicích).
Více než 80 % civilní produkce směřovalo v roce 2004 do zahraničí, převážně do Německa a Velké Británie.
Historie názvů
- Zbrojnice 14 (1946–1947)
- Zbrojnice 25 (1948–1950)
- 25. tanková zbrojnice (1950–1953)
- 25. tankový opravárenský závod (1953–1962)
- Opravárenský závod 025 (1962–01.07.1989)
- Vojenský opravárenský podnik 025 Nový Jičín, s.p. (01.07.1989–01.11.2010)

### VOP CZ – Areál Bludovice (do 2004)

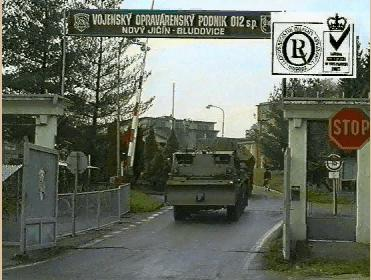
Brána: Vojenský opravárenský podnik 012 Nový Jičín, s.p.

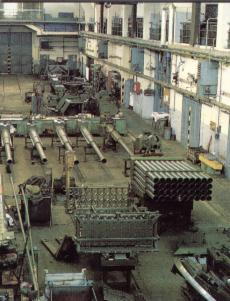
Hala Bludovického vojenského podniku (někdy před rokem 2004)

Do Bludovic byl podnik přesunutý v roce 1960. Následně byl v Bludovicích v roce 1961 založen podnik s názvem Vojenský opravárenský závod Bludovice jako opravna vojenské techniky z původní dělostřelecké základny v Brně (založené v roce 1945). Postupně byl budován v Bludovicích u Nového Jičína se specializací na opravy dělostřelecké techniky, ručních zbraní, optiky a zbraňových systémů. Podnik se v závěru devadesátých let soustředil na náhradní program, jenž spočíval v opravách automobilní techniky pro českou armádu i civilní sektor. Zejména se jednalo o opravy vozidel značky Tatra, Avia, automobilů řady Praga V3S a autobusů. V průběhu 90. let ale nedošlo k významnému nárůstu civilní výroby, především kvůli nevyjasněným právním postavení podniku. Do Bludovického podniku se významněji neinvestovalo především proto že byl určený k privatizaci tak jak nakonec rozhodla vláda v roce 1996]a o čtyři roky později byl z ní vyjmut.
V roce 2003 tvořily sortiment opravované techniky:
- ruční zbraně
- dělostřelecké systémy a zbraně: raketomety, houfnice a kanony
- zbraňové systémy: kombinované soupravy na kolových a pásových podvozcích
- optické přístroje a zařízení: dalekohledy, zaměřovače, noční pozorovací přístroje
- sedlářské práce: šití plachet na automobilní a vojenskou techniku, leteckou techniku včetně povlaků na optické a zbraňové systémy, opravy a výroba stanových dílců a přístřešků

V roce 2004 podnik zanikl sloučením pod Vojenský opravárenský podnik 025 Nový Jičín, s.p.
Vojenský opravárenský podnik 012 Nový Jičín s.p. byl zaměřený na:
- ruční zbraně
- dělostřelecká technika
- optika

Historie názvů v Bludovicích (od roku 1960)
- 5. dělostřelecká základna (1960–1961)
- Vojenský opravárenský závod Bludovice (1961–1989)
- Vojenský opravárenský podnik 012 Nový Jičín, s.p. (1989 – 1. 7. 2004)

Bludovický podnik VOP-012 nabízel do roku 2004 (od roku 2004 pod podnikem VOP025):
- Opravy veškerých ručních zbraní, tj. pistole, samopaly, kulomety
- Opravy lafetovaných kulometů, např. 7,62 mm kul. PKT, 12,7 mm NSU, 14,5 mm kulomet KPVT
- Opravy samohybné nebo vlečné dělostřelecké techniky, např. 152 mm ShKH vz. 77, 122 mm ShH 2S1, 122 mm RM vz. 70
- Opravy veškerých tankových kanónů
- Opravy všech typů tankové optiky, infratechniky a laserových dálkoměrů, např. TPDK-1 z T–72
- Opravy optických, infra a laserových přístrojů od pozorovacích přes zaměřovače až po dálkoměry
- Výroba a opravy trenažérů a učeben dělostřelecké techniky
- Šití povlaků na vojenskou techniku jako např. dělostřelecké komplety, dílenské prostředky, letadla a veškeré dopravní prostředky apod.
- Instalace, opravy a modernizace střelnic včetně výroby zvedáků terčů
- Výroba odvlhčovacích zařízení k udržování požadovaných mikroklimatických podmínek u techniky dlouhodobě ukládané na 10 let

Opravy, montáže a svařování konstrukcí rozměrných technologických celků. Tyto práce byly zajišťovány ve 4 halách o ploše 1200 m², 1020 m², 1000 m² a 900 m². Výška hal 8 m až 12 m, obsluha mostovými jeřáby do nosnosti 10 tun.
V civilním prostoru se opravy zaměřovali na:
- zemní stroje, bagry
- nákladní automobily a autobusy

Podnik ve své sedlárně zajišťoval výrobu i pro veřejný prostor, jako například: Výrobu zahradních bazénů, větších stanů a nejrůznějších krycích plachet
– výroba autoplachet pro mezinárodní kamionovou dopravu, vagónových plachet a krycích plachet v provedení a z materiálu dle přání zákazníka. Pro tuto výrobu byla k dispozici hala o ploše 500 m².
Pro veřejnost byl schopný podnik zabezpečit také povrchové úpravy kovů. Např. černění, fosfátování, tvrdochrom, lakování a tryskání povrchů pískem a litinovou drtí.

## Servis a oprava vojenské techniky
Servis a oprava vojenské techniky se provádí především v prostorách haly č. 6 (SG6), ale v blízké budoucnosti se budou dostavovat další moderní prostory ve kterých se počítá kolem 150 zaměstnanci na směnu. Na hale č. 6 je režimové pracovitě protože se v prostorách provádí opravy vojenské techniky a nachází se zde zbraně a technologie které podléhají speciálnímu nakládání. V této hale se provádí především opravy a modernizace tanků T-72M4 CZ a další vojenské techniky jako například BVP-2. Podnik plní zadání Armády České republiky, která požaduje udržet T-72M4 CZ bojeschopné a provozuschopné minimálně do roku 2035. Všechny implementace se zde znamenají implementaci moderního západního vybavení do tanků, zvýšení jejich užitné a bojové hodnoty a odklon od východní orientace. V podniku se také zajišťují generální opravy a modernizace ukrajinských tanků T-64, které mají poté zamířit rovnou na bojiště. Smlouvy jsou podepsané od roku 2023 s ukrajinským státním koncernem Ukroboronprom, ale dosud (2024) nebyl dodán ani jeden tank a komunikace s ukrajinskou stranou vázne. V nejbližší době se v podniku plánuje začít například projekt na CV90. S firmou BAE Systems už byly podepsané i smlouvy. Podnik a především jeho vývojové oddělení v současné době pracuje hlavně na této na této zakázce s BAE. 

### Oprava historické techniky
Mimo běžné opravy vojenské techniky podnik nabízí sběratelům, muzeím nebo nadšencům odbornou a sofistikovanou pomoc při opravách a renovacích historické vojenské techniky. Příklady oprav a renovací historické vojenské techniky:
- Těžký tank IS-3
- Obrněný transportér OT-810
- M36 Jackson Sherman
- Kolový transportér OT-64
- Lehký tank LT-35
- Tank T 34/85
- Tank T 34/76 Lidice
- Těžký tank IS-2
- Lehký tank Peru LTP – 38
- Tank LT-38
- Polopásové vozidlo HKL 6p
- Stíhač tanků SU-100
- Stíhač tanků SU-76
- Útočné dělo SaV M-43

## Civilní výroba
Dlouholeté zkušeností a poznatky získané z vývoje, modernizací a oprav vojenské výroby využívá podnik i v civilní strojírenské výrobě. Jde především o výrobu svařovaných konstrukcí s následným strojním obráběním a montáží do vyšších strojních celků v oblasti strojů a zařízení dopravní, stavební, manipulační a zemědělské techniky. Neustálé investice do moderního strojního vybavení, moderní výrobní provozy, zkušenosti našich obchodníků, techniků, dělníků a dobré vztahy s našimi dodavateli jsou dobrým předpokladem pro další rozvoj kooperační výroby.
Jeho nejvýznamnější civilní výroba je například pro tyto firmy: WIRTGEN GROUP (Kleemann), TLD Group, KION Group a Linde Material Handling, a další.
V prostorách podniku se nachází robotická pracoviště pro svařování silných plechů pro civilní, ale i armádní výrobu. Ke svařování lze použít i robot s automatizovaným předohřevem a další speciální a unikátní technologie se zaměřením s externě těžkým a nadměrným materiálem.
Strojírenská výroba
Výroba pro civilní sektor se v podniku dynamicky rozvíjí již od roku 1992 v následujících oblastech:
1) Prvovýroba
- nákup materiálu
- příprava a dělení ocelových plechů a profilů na CNC strojích
- zkružování, stříhání a ohýbání plechů na CNC strojích
- příprava povrchů tryskáním

2) Výroba
- soustružnické a frézařské práce na CNC vertikálních a horizontálních strojích
- ruční a robotické svářečské práce v ochranné atmosféře metodou MIG-MAG a TIG-WIG
- veškeré zámečnické a klempířské práce
- lakýrnické práce
- montáže strojních celků, včetně hydrauliky
- montáž slaboproudých i silnoproudých elektrických zařízení, stolařské a truhlářské práce

3) Hlavní druhy výrobků
- výroba dílů, částí a svařenců malých a středních stavebních strojů
- výroba dílů, částí, svařenců silničních strojů
- výroba přesných dílů, sestav a svařenců pro manipulační techniku
- výroba speciálních konstrukcí a svařenců dle zadání zákazníka
- výroba finálních výrobků, včetně zkoušení

## Produkty VOP CZ
S poklesem zakázek se statní podnik začal zaměřovat v 90. letech i na civilní výrobou. Po roce 2012 stát víc oslabil podnik VOP CZ o vojenskou výrobu a začal přesouvat vojenskou výrobu čím dál častěji na jiné podniky.

#### Nejznámější produkty podniku VOP CZ (od 2012):
- Pandur II CZ - asi 107 ks

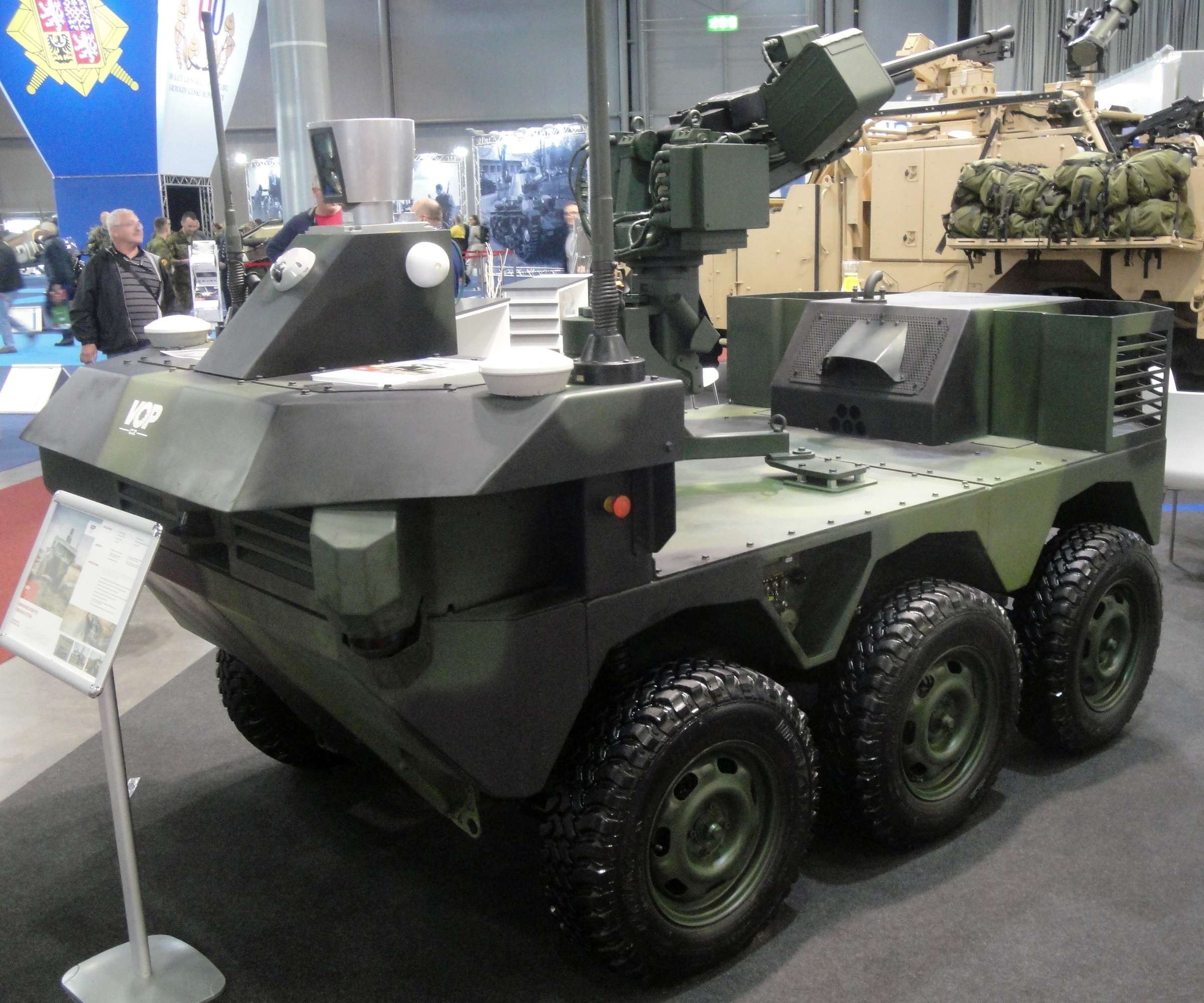
UGV Taros 6x6, VOP CZ, IDET/PYROS/ISET 2019, Brno

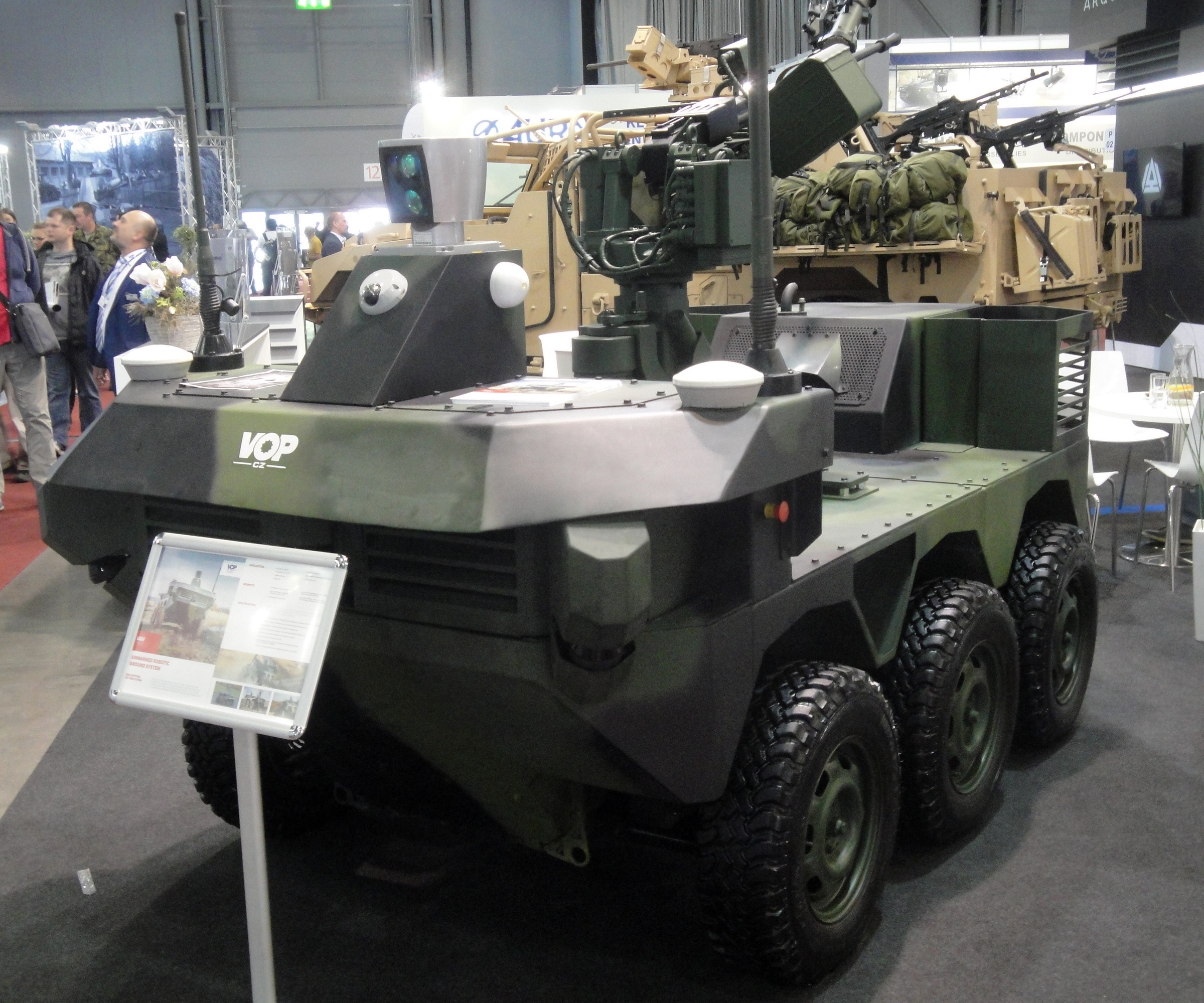
UGV Taros 6x6, VOP CZ, IDET/PYROS/ISET 2019, Brno

- MDA[nepřesný odkaz] - Malý dekontaminační automobil
- LINKA-08 - Zařízení pro dekontaminaci bojové techniky
- S-LOV-CBRN (prototyp) - Souprava lehkého obrněného průzkumného vozidla
- CAP-6M1
- CAPL-16M1
- CNS[nepřesný odkaz]
- MGC 01
- PKM
- KERBEROS 3D VISION - 3D stacionární scanner pro kontrolu podvozku automobilů
- KERBEROS MOBILE - přenosný systém pro skenování podvozků vozidel
- KERBEROS HANDY - ruční systém pro kontrolu podvozků vozidel
- ORTHOS CONVOY - systémové řešení pro zabezpečení konvoje vozidel
- ORTHOS GUARD - přenosný zabezpečovací a kamerový systém
- ORTHOS TRACER - systém pro sledování pohybu vozidla a jeho rychlosti
- UGV TAROS - autonomní robotický pozemní systém
- MOBILE CHECKPOINT - Systém pro mobilní kontrolu osob a vozidel
- korba pro obrněné vozidlo firmy NIMR (AJBAN 440A) - více než 400 ks
- DAPPER 3000
- DAPPER 5000

#### Další známé produkty podniku VOP CZ, v předcházejícím podniku Vojenský opravárenský podnik 025 Nový Jičín, s.p. (do 2010):
- T-72M4 CZ
- VT-72M4 CZ
- Pandur II 8x8 CZ

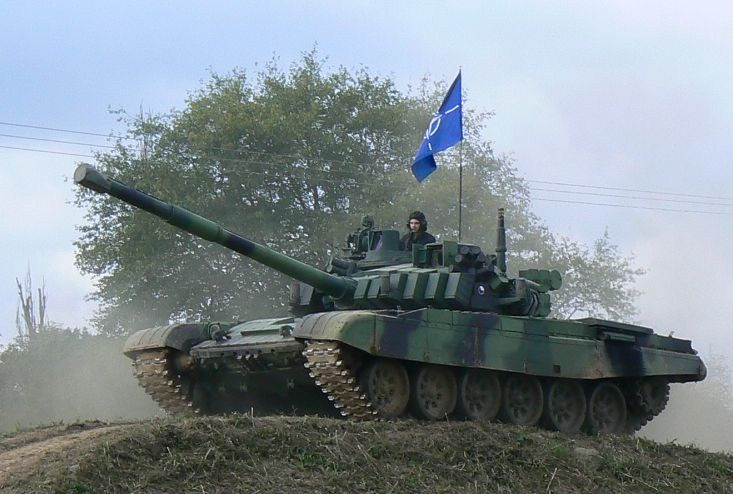
Tank T-72M4 CZ na Šestém tankovém dni ve VTM Lešany

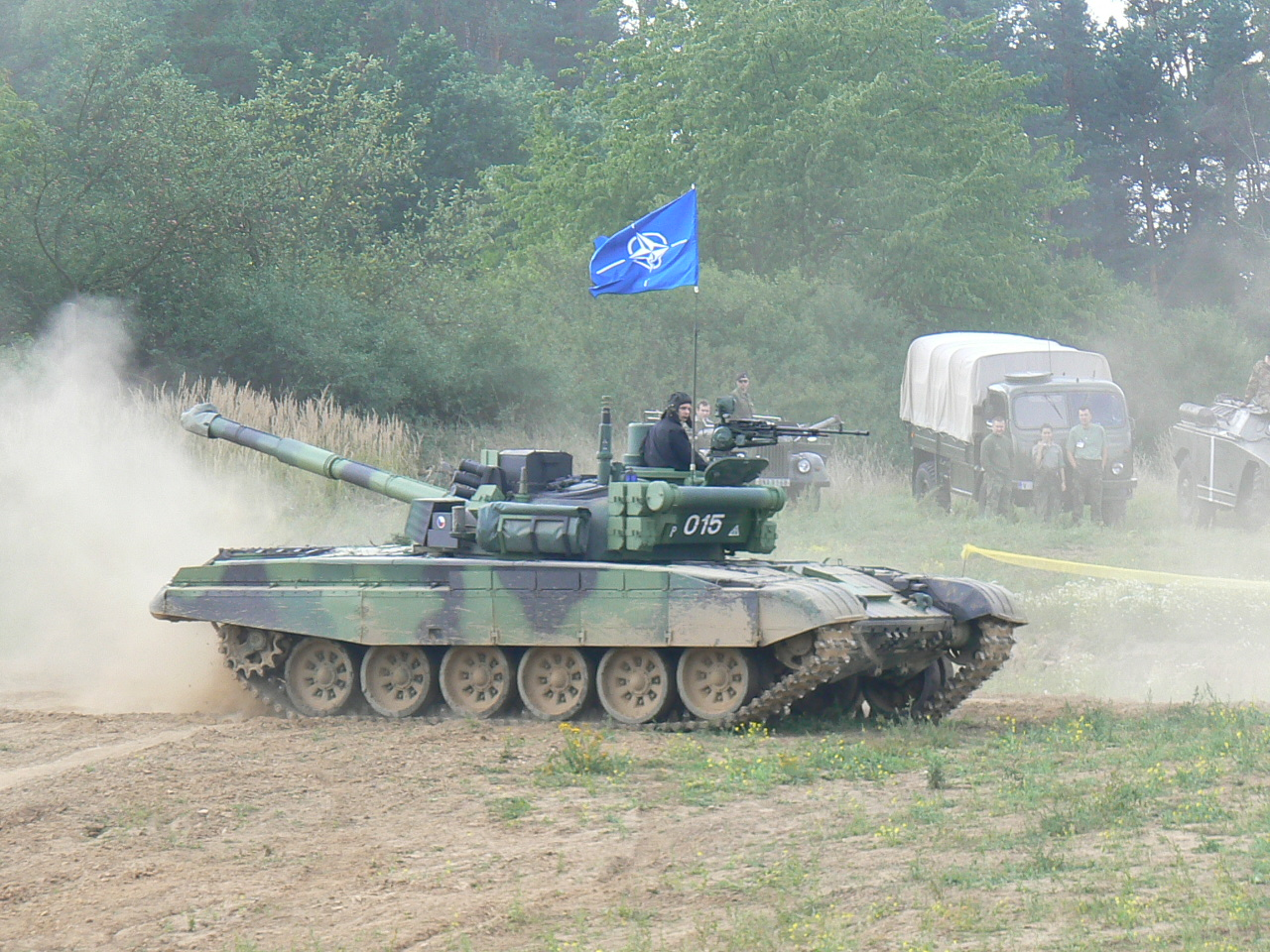
Tank T-72M4 CZ na Šestém tankovém dni ve VTM Lešany

- ACHR-90M - Dekontaminační automobily
- CAP-6M
- CAPL-16M
- CITRA-M
- CAP-12,5
- PDZ-2T/72M4
- PDZ-V/72M4
- PD-2ES/72M4
- PD-OA/72M4
- PD-2ESE/72M4
- SDO[nepřesný odkaz] - Souprava pro dekontaminaci osob
- EDS[nepřesný odkaz]
- AKB M4
- PAN-M4
- SN-M4
- PSV-M4
- SPOT-55 (Požární tank) - Speciální hasicí vozidlo na pásovém podvozku tanku T-55

#### Známé produkty podniku VOP CZ z bludovického pracoviště, v podniku Vojenský opravárenský podnik 012 Nový Jičín, s.p. (do 2004):
Opravované dělostřelecké zbraně:
- vz. 53/59B, vz. 53/59M
- vz. ČS
- S-60
- vz. 71 pro BVP-1
- 2A42 pro BVP-2

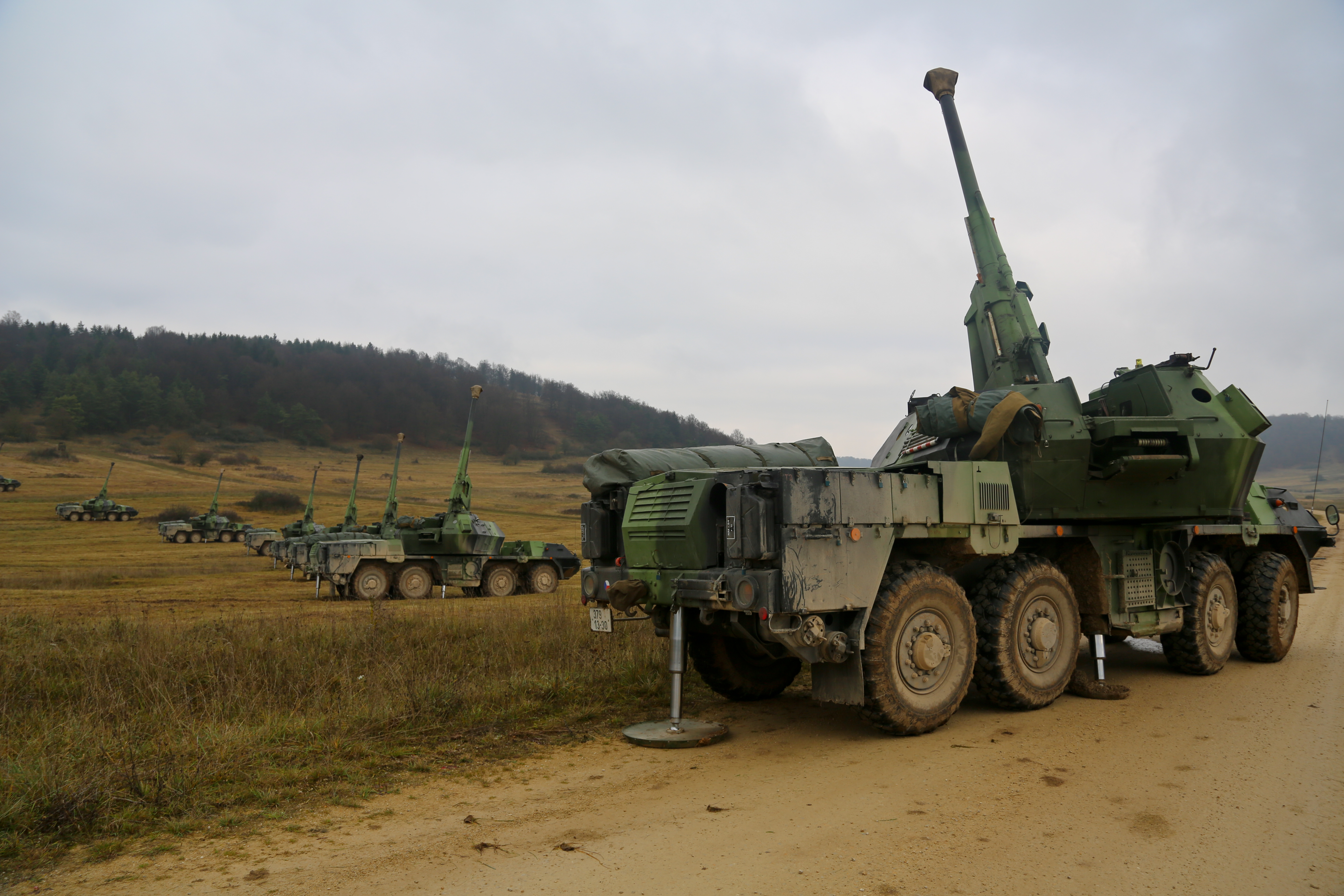
ShKH vz. 77 české armády během cvičení, 2013

- D-10TG, D-10T2S, D-10T2S pro T-54AM2 / T-55AM2
- D-30A
- 2A31 pro 2S1
- 2A46 pro T-72
- vz. 70
- vz. 77 DANA
- věžové komplety BVP-1 a BVP-2

Opravované ruční a pěchotní zbraně:
- vz. 52
- vz. 82
- vz. 58
- vz. 59

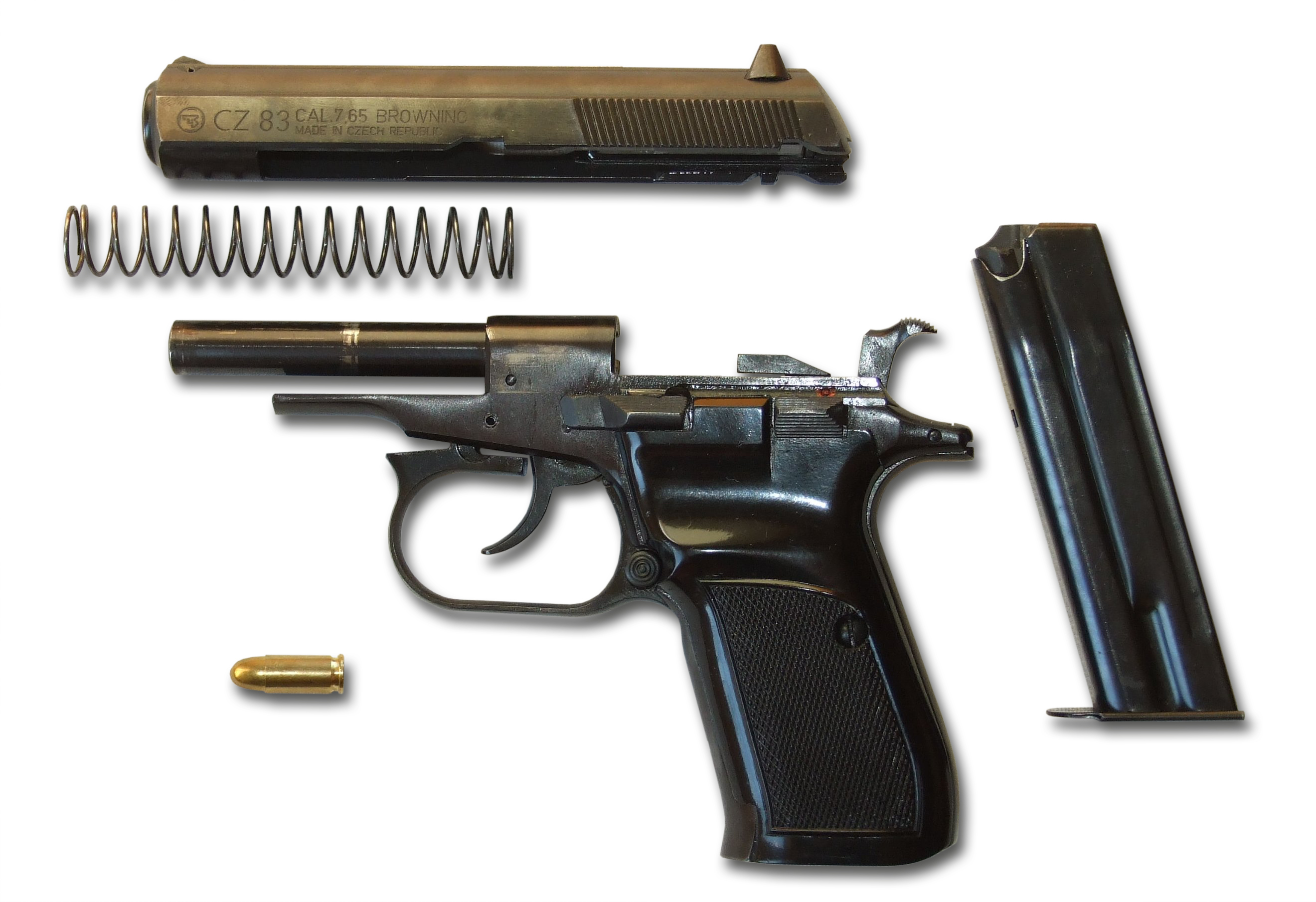
Czechoslovak pistol CZ 83 caliber 7.65 Browning

- SGMT - Tanková verze kulometu SGM (zmodernizovaný SG-43)
- PKT – tanková verze kulometu PK užívaná také jako spřažený kulomet
- DŠK
- NSV
- KPVT - Verze KPV pro použití v obrněných vozidlech

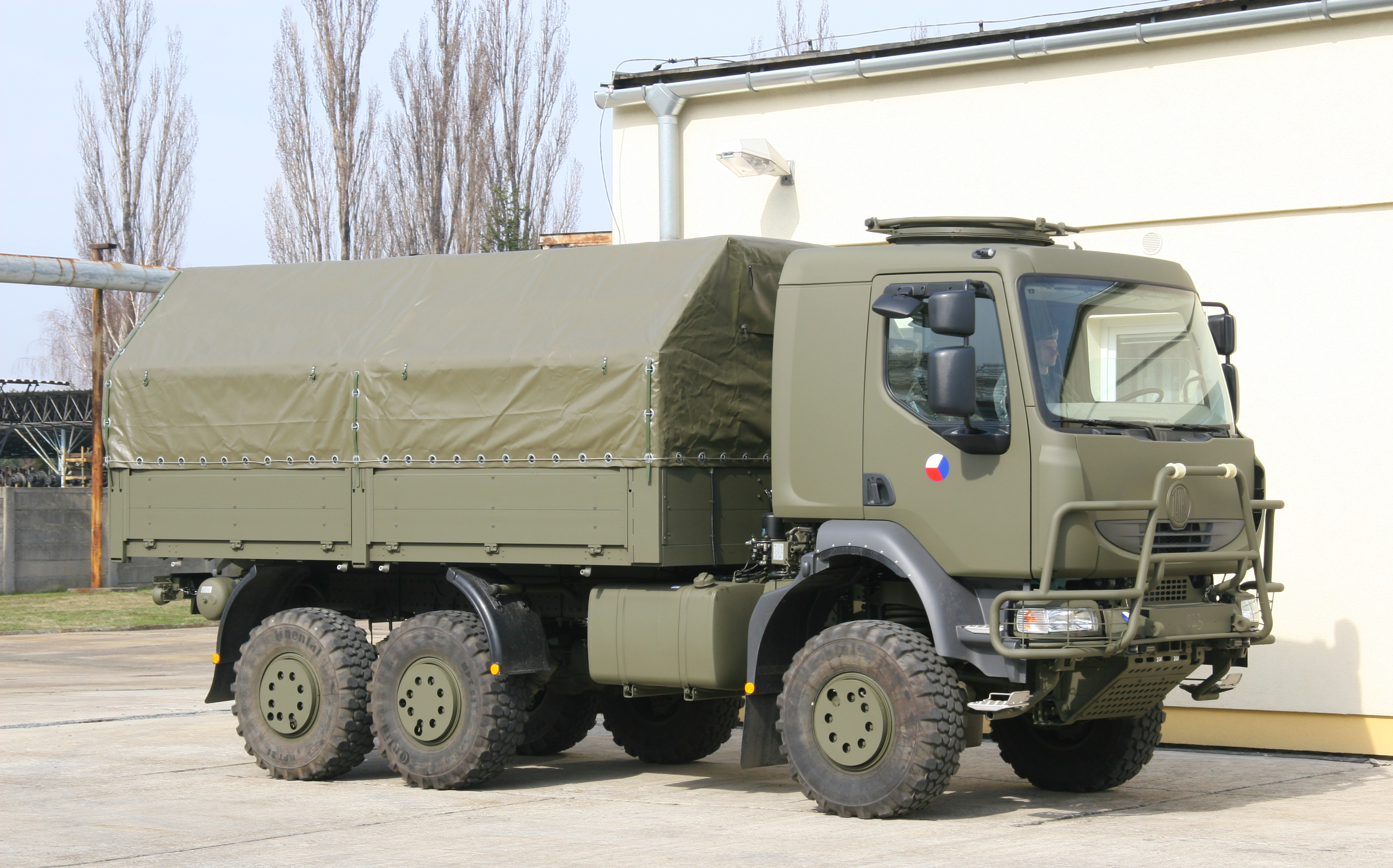
Nákladní automobil Tatra T-810 ve službě Armády ČR

Opravovaná automobilní technika:
- Praga V3S - všechny modifikace
- Tatra 138 - všechny modifikace
- Tatra 148 - všechny modifikace
- Tatra 813 - všechny modifikace
- Tatra 815 - všechny modifikace
- Karosa C 734 a LC-735
- Avia A20N, A21.1 FC, A30N